# Polio
Polio (poliomyelitis tidligere ofte benævnt  børnelammelse ) forårsages af Poliovirus. Det er en alvorlig, smitsom virussygdom i hjerne og rygmarv, og infektion kan medføre total lammelse i løbet af få timer og være livstruende for en ikke-vaccineret. Etymologi:  Græsk, poliomyelitis betyder "betændelse i den grå marv" med henvisning til at der er tale om en sygdom i rygmarvens grå substans. Polio kan teoretisk elimineres, da polio i modsætning til corona og abekopper, men ligesom kopper ikke er en zoonose dvs. ikke har et reservoir i dyr, hvorfra smitten konstant kan brede sig. 
Den sidste polioepidemi i Danmark forekom i 1952-1953. Takket være globale vaccinationsprogrammer er polio stort set elimineret globalt og forekommer kun sjældent og sporadisk. Polio findes nu kun i to lande, Pakistan og Afghanistan, men dukker alligevel op igen globalt i 2022.
Det var formentlig poliomyelitis, som den amerikanske præsident Franklin D. Roosevelt blev ramt af, og som gjorde, at han tilbragte resten af sit liv i en kørestol.  Visse læger mener dog, at præsidenten i virkeligheden led af Guillain-Barres syndrom.

## Polioepidemien i Danmark 1952-1953
I Danmark var der fra juli 1952 til april 1953 en polioepidemi, hvor ca. 7.000 personer – de fleste var børn – blev angrebet af sygdommen. Godt 3.000 personer fik lammelser, og ca. 350 døde inden for kort tid.
Anæstesilægen Bjørn Ibsen mente, at patienterne måtte være underventilerede og foreslog, at man i stedet for respiratorbehandling forsøgte manuel overtryksventilation gennem en trakeotomi ved hjælp af en ventilationsballon og en patron til optagelse af kuldioxyden fra udåndingsluften. Forsøget lykkedes. Ca. 1.200 medicinstuderende, læger, sygeplejesker og andre inden for sygehussektoren deltog.  Det var i øvrigt de lægestuderendes store bidrag med manuel ventilation af patienterne gennem mange år, der førte til dannelsen af Foreningen af Danske Lægestuderende, FADL. Det var desuden Bjørn Ibsens initiativ, der medførte oprettelsen af en intensivafdeling i Danmark, som i øvrigt var verdens første. 
Poul Bjørndahl Astrup, som var chef for Blegdamshospitalets laboratorium, fandt nøglen til styring af åndedrættet ved at måle syre-base forholdet i blodet. 
Efter intenst virologisk arbejde lykkedes det i 1953 den amerikanske læge og virolog Jonas Salk fra University of Pittsburgh at udvikle en vaccine mod polio, som i løbet af få år blev sat i masseproduktion.
I 1955-1956 blev der gennemført en omfattende poliovaccination af den danske befolkning. Danmark var det første land i verden, der kunne tilbyde skolebørn i de fem første skoleklasser en gratis poliovaccination. Takket være vaccinationsprogrammet blev en polioepidemi i Danmark i 1961 væsentlig mindre end forventet. Senere udvikledes en forbedret vaccine, der kunne indtages gennem munden på et stykke sukker. 
Det sidste tilfælde af polio i Danmark blev registreret i 1976.
Inden man begyndte at vaccinere mod polio i Danmark, var der epidemier ca. hvert andet år.

## Nyere polioudbrud
Sunde og raske mennesker bliver sjældent syge, når de smittes med poliovirus, hvilket betyder, at smitten bliver spredt ret let, og nogle oplever kun svage influenzalignende symptomer. Normalt udgør disse to grupper tilsammen 95 % af alle polioinfektioner. Af de sidste 5 % udvikler:
- 4-5 % polio uden lammelse, men med feber, opkastning, hovedepine og ømme muskler
- 0,1 % (af de ramte børn) og 1,3 % (af de ramte voksne) lammelser

Af de 0,1/1,3 % der udvikler lammelser sker der følgende:
- 10 % dør – når åndedrætsmuskulaturen lammes
- 15 % forbliver lammede
- 25 % bliver delvis raske
- 50 % bliver helt raske

Nord- og Sydamerika, den vestlige Stillehavsregion og Europa (2002) er erklæret poliofrit. Antallet af poliotilfælde er nedbragt med mere end 99 % fra omkring 350.000 i 1988 til 413 tilfælde i 2013 if. WHO. FN erklærede polio udryddet d. 8. januar 2008. I 2020 var den vilde polio-virus udryddet i Afrika, hvor den tidligere lammede omkring 75.000 børn årligt. Stadig forekommer dog udbrud forårsaget af den vaccine-baserede polio-virus (en sjælden, muteret form af den svækkede virus i vaccinen). Den vilde polio-virus findes pr. 2020 kun i Pakistan og Afghanistan, hvor helsearbejdere angribes for at arbejde med vaccinationsprogrammet.
I det borgerkrigshærgede Syrien blev der konstateret udbrud af polio i 2013 med 10 lammede børn til følge. FN indledte et omfattende vaccineprogram, hvor man vaccinerer 20 millioner børn i Mellemøsten. I april 2014 indkaldte WHO til krisemøde, efter at virussen var blevet opdaget i 10 lande heriblandt Afghanistan, Nigeria og Pakistan, hvor sygdommen stadig anses for at være endemisk, dvs. konstant forekommende. WHO anbefaler, at alle udlandsrejsende i de berørte lande bør vaccineres. Det amerikanske center for folkesundhed, US Centers for Disease Control and Prevention, oplyste den 14. november 2014, at man kunne eliminere to ud af de tre polioformer efter en massiv vaccinationskampagne. Den amerikanske rapport beskriver dog situationen i Pakistan som "bekymrende", fordi antallet af nye type-1 poliotilfælde var stigende i 2014.
I september 2019 blev der konstateret to poliotilfælde på Filippinerne, hvor sygdommen ellers blev erklæret udryddet i 2000, med seneste tidligere tilfælde var i 1993. Det første var en hos en treårig pige i den sydlige del af landet, og nogle dage senere hos en femårig dreng i Laguna, 1.400 kilometer nordligere, syd for hovedstaden Manila. Polio-virus blev allerede fundet to måneder tidligere i kloaksystemet i Davao, syd for Manila, og i et slumkvarter i hovedstaden. WHO advarede om en mulig epidemi på Filippinerne, hvor myndighederne opfordrede forældre til at lade deres børn vaccinere.
I 2022 er der rapporteret nye poliotilfælde i Israel, New York, Malawi og Mozambique og forekomst af poliovirus i spildevand i London.
Det nyeste tilfælde af polio er fundet i juli 2024 i Palæstina, som et resultat af de levevilkår der er skabt af  Israels krigsførelse i det tæt befolkede Gaza. Virussen blev fundet i landets kloaksystem, og grundet manglen af hospitaler, sundhedspersonale og livsvigtig førstehjælp, er sygdommen svær at bekæmpe. 

## Postpolio syndrom
Postpolio syndrom (PPS, poliomyelitis sequelae) er latente symptomer på poliomyelitis (polio), der forekommer typisk 15 til 30 år (alder 35 til 60) efter en indledende akut infektion. Symptomerne inkluderer faldende muskelfunktion eller akut svaghed med smerter og træthed. De samme symptomer kan både forekomme efter en paralytisk og en ikke-paralytisk polioinfektion.

## Fodnoter
1. ↑  Børnelammelse, poliomyelitis. Patienthåndbogen
2. ↑  Poliomyelitis. Lægehåndbogen
3. 1 2  The Global Polio Eradication Initiative. WHO, Rotary International, CDC, UNICEF, Bill & Melinda Gates Foundation og Gavi
4. 1 2  Polio Was Almost Eradicated. This Year It Staged a Comeback. New York Times 2022
5. 1 2  Polio Symptoms and Prevention: What to Know. A recent case in a New York suburb has reignited concerns over the disease. New York Times 2022
6. ↑  Polioepidemier gennem tiden Arkiveret 20. september 2020 hos  Wayback Machine på polio.dk
7. ↑  "L. Reisner-Sénélar, The birth of intensive care medicine: Bjørn Ibsen's records. Intensive Care Medicine, May 2011". Arkiveret fra originalen 4. marts 2016. Hentet 21. december 2012.
8. ↑  Polio på film. Polioforeningen 2022
9. ↑  "Børnevaccinationsprogrammet i Danmark". Arkiveret fra originalen 8. juli 2007. Hentet 27. januar 2007.
10. ↑  Even a Single Case of Polio Is a Threat. New York Times 2022
11. ↑  "Polio erklæret udryddet i Afrika", Bergens Tidende 26. august 2020
12. ↑  FN: 20 millioner børn får vaccine mod polio (DR nyheder 08-11-2013)
13. ↑  WHO udtrykker bekymring over nye tilfælde af polio (Ritzau/EB 05-05-2014)
14. ↑  USA: Kampen mod polio er næsten vundet (Jyllands-Posten 15-11-2014)
15. ↑  "Erklæret for udryddet i 2000: Nu er Filippinerne ramt af polio". DR-nyheder. 19. september 2019. Hentet 20. september 2019.
16. ↑  (engslk) Karen Lema (20. september 2019). "Philippines to vaccinate millions as polio virus resurfaces in 2 children". Reuters. Hentet 21. september 2019.
17. ↑  Mozambique polio case similar to Malawi case - Africa CDC. Reuters 2022
18. ↑  ‘Ticking time bomb’: Poliovirus found in Gaza sewage aljazeera.com 19. juli 2024, hentet 18. juli 2024